# Blomberg (Basse-Saxe)
Pour les articles homonymes, voir Blomberg (homonymie).
Blomberg est une commune allemande de l'arrondissement de Wittmund, Land de Basse-Saxe.

## Géographie
|          | Moorweg  |       |
| Neuschoo | Blomberg | Dunum |
|          | Aurich   |       |

## Histoire
Blomberg est créé lors de la colonisation prussienne en 1765.

## Source, notes et références
- (de) Cet article est partiellement ou en totalité issu de l’article de Wikipédia en allemand intitulé « Blomberg (Landkreis Wittmund) » (voir la liste des auteurs).